# Урочище Херма
Урочище Херма — ландшафтний заказник місцевого значення в Україні. Об'єкт розташований на території Ратнівського району Волинської області, на території Забродівської сільської громади. 
Площа — 108,4 га, статус отриманий у 2018 році.

## Характеристика
Знайдено 2 види рослин (коручка чемерникоподібна, комонничок зігнутий) і 7 видів тварин (махаон, лелека чорний, орябок, журавель сірий, дятел зелений, тхір лісовий, лось), занесених до Червоної книги України (2009), 2 рідкісних угруповання рослин (угруповання звичайнососнових лісів звичайноялівцевих та звичайнодубово-звичайнососнових лісів звичайно-ялівцевих; угруповання ялиново-клейковільхово-звичайнососнових лісів та ялиново-повислоберезово-звичайнососнових лісів), занесених до Зеленої книги України (2009), а також 2 види рослин, занесених до Списку регіонально рідкісних, зникаючих видів рослин, грибів і тварин, які потребують охорони у Волинській області (печіночниця звичайна і тирлич звичайний).